# یوکو میتسویا
یوکو میتسویا (انگلیسی: Yuko Mitsuya؛ زادهٔ july ۲۹, ۱۹۵۸ (۶۶ سال)) ورزشکار والیبال اهل ژاپن است.
وی در مسابقات کشوری و بین‌المللی در مجموع برندهٔ ۱ مدال برنز شده‌است.